# 標茶町営軌道
標茶町営軌道（しべちゃちょうえいきどう）は、かつて北海道川上郡標茶町にあった簡易軌道。
1955年、道内最後の簡易軌道線として開業。はじめは貨車を旅客車にも代用していたが、1958年にはバス窓を採用した自走客車が入線する。1961年に簡易軌道としては最長の184mの鉄橋を釧路川に完成させ、開運町より標茶駅前まで延長したが、輸送量は予想を下回り1967年に運行を止めた。また1966年に支線として中御卒別（なかおそつべつ） - 沼幌（ぬまほろ）間が開業するも、その4年後には道路改良の進展で廃止された。累積赤字は2200万円となり補助金を打ち切られたため本線も1971年に廃止。廃止後は標茶町有バスが代替する。

## 路線データ
路線延長が最長だった時点のデータを示す。
- 路線距離：
  - 本線：標茶 - 上御卒別間24.2km
  - 沼幌支線：中御卒別 - 沼幌間6.5km
- 軌間：762mm

## 沿革
- 1955年（昭和30年）5月 本線開運町 - 神社前間開業[2]
  - 当初は1953年工事完了予定が、国の予算措置の遅滞により、神社前まで敷設工事が終わったところで工事中断したため、標茶町からの陳情により仮営業にこぎつけたという[3]。また前年秋に非公式に運転していたという話がある[2]。
- 1957年（昭和32年）本線神社前 - 中御卒別間開業[2]
- 1959年（昭和34年）1月 本線中御卒別 - 上御卒別間開業[2]
- 1961年（昭和36年）11月 本線開運町 - 標茶駅前間開業[2]
- 1966年（昭和41年）6月 沼幌支線中御卒別 - 沼幌間開業[2]
- 1967年（昭和42年）1月 本線標茶駅前 - 開運町間廃止[2]
- 1970年（昭和45年）11月 沼幌支線中御卒別 - 沼幌間廃止[2]
- 1971年（昭和46年）8月17日 本線開運町 - 上御卒別間廃止[2]

## 停留所一覧
本線
標茶駅前 - 開運町 - 下御卒別 - 厚生 - 新道 - 神社前 - 中御卒別 - 大曲 - 上御卒別
沼幌支線
中御卒別 - 二区 - 三区 - 沼幌

## 運行状況
1968年度は4往復（旅客3、貨物1）、日祭日は混合列車1往復であったが、1969年度に貨物列車は廃止となり、1971年度は平日のみ朝夕の2往復となった。開運町 - 上御卒別間の所要時間は60分であった

## 車両
- 機関車6両、自走客車3両、牽引客車2両、貨車8両[1]